# Santiago González (tenista)
Santiago González (* 24. února 1983 Córdoba, Veracruz) je mexický profesionální tenista, deblový specialista. Na grandslamu si zahrál finále čtyřhry French Open 2017 s Donaldem Youngem. Čtyřikrát odešel jako poražený finalista z finále smíšené čtyřhry, na French Open 2012, US Open 2013 a 2014 i Wimbledonu 2024. Ve své dosavadní kariéře na okruhu ATP Tour vyhrál dvacet pět deblových turnajů včetně Miami Open 2023 a Paris Masters 2023 z kategorie Masters. Na challengerech ATP a okruhu ITF získal devět titulů ve dvouhře a čtyřicet čtyři ve čtyřhře.
Na žebříčku ATP byl nejvýše ve dvouhře klasifikován v květnu 2006 na 155. místě a ve čtyřhře pak v listopadu 2023 na 7. místě. Trénuje ho Matías González.
V mexickém daviscupovém týmu debutoval v roce 2001 mendozským úvodním kolem 1. skupiny americké zóny proti Argentině, v němž prohrál po boku Echagaraye čtyřhru.  Argentinci zvítězili 5:0 na zápasy. Do září 2025 v soutěži nastoupil k třiceti sedmi mezistátním utkáním s bilancí 8–5 ve dvouhře a 23–14 ve čtyřhře.
Na Panamerických hrách 2003 v Santo Domingu vybojoval zlato z mužské čtyřhry a roku 2007 si odvezl z téže soutěže bronz z Ria de Janeiru. V roce 2011 ovládl v Guadalajaře smíšenou čtyřhru s Anou Paulou de la Peñovou. Mexiko reprezentoval na Letních olympijských hrách 2016 v Riu de Janeiru. Do mužské čtyřhry zasáhl s Miguelem Ángelem Reyesem-Varelou. Ve druhém kole podlehli pozdějším stříbrným medailistům Florinu Mergeovi s Horiou Tecăuem  z Rumunska. 
Do manželství s Lisette Beverido Gonzálezovou se narodil syn Matias a dcera Camila.

## Finále na Grand Slamu

### Mužská čtyřhra: 1 (0–1)
| Stav      | rok  | turnaj      | povrch | spoluhráč    | soupeři ve finále           | výsledek                |
| --------- | ---- | ----------- | ------ | ------------ | --------------------------- | ----------------------- |
| Finalista | 2017 | French Open | antuka | Donald Young | Ryan Harrison Michael Venus | 6–7(5–7), 7–6(7–4), 3–6 |

### Smíšená čtyřhra: 4 (0–4)
| Stav       | rok  | turnaj      | povrch | spoluhráčka                | soupeři ve finále            | výsledek         |
| ---------- | ---- | ----------- | ------ | -------------------------- | ---------------------------- | ---------------- |
| Finalista  | 2012 | French Open | antuka | Klaudia Jansová-Ignaciková | Sania Mirzaová Maheš Bhúpatí | 6–7(3–7), 1–6    |
| Finalista  | 2013 | US Open     | tvrdý  | Abigail Spearsová          | Andrea Hlaváčková Max Mirnyj | 6–7(5–7), 3–6    |
| Finalista  | 2014 | US Open     | tvrdý  | Abigail Spearsová          | Sania Mirzaová Bruno Soares  | 1–6, 6–2, [9–11] |
| Finalistka | 2024 | Wimbledon   | tráva  | Giuliana Olmosová          | Jan Zieliński Sie Šu-wej     | 4–6, 2–6         |

## Finále na okruhu ATP Tour

### Čtyřhra: 43 (25–18)
| Legenda                     |
| --------------------------- |
| Grand Slam (0–1)            |
| Turnaj mistrů (0)           |
| ATP Tour Masters 1000 (2–1) |
| ATP Tour 500 (2–3)          |
| ATP Tour 250 (21–13)        |

| Tituly podle povrchu |
| -------------------- |
| tvrdý (10–10)        |
| antuka (9–6)         |
| tráva (3–2)          |

| Tituly podle prostředí |
| ---------------------- |
| venku (18–12)          |
| hala (7–5)             |

| Stav      | č.  | datum         | turnaj                       | kategorie  | povrch    | spoluhráč              | soupeři ve finále                      | výsledek                    |
| --------- | --- | ------------- | ---------------------------- | ---------- | --------- | ---------------------- | -------------------------------------- | --------------------------- |
| Vítěz     | 1.  | květen 2010   | Bělehrad, Srbsko             | ATP 250    | antuka    | Travis Rettenmaier     | Tomasz Bednarek Mateusz Kowalczyk      | 7–6(8–6), 6–1               |
| Finalista | 1.  | červenec 2010 | Newport, Spojené státy       | ATP 250    | tráva     | Travis Rettenmaier     | Carsten Ball Chris Guccione            | 3–6, 4–6                    |
| Vítěz     | 2.  | duben 2011    | Barcelona, Španělsko         | ATP 500    | antuka    | Scott Lipsky           | Bob Bryan Mike Bryan                   | 5–7, 6–2, [12–10]           |
| Finalista | 2.  | duben 2011    | Nice, Francie                | ATP 250    | antuka    | David Marrero          | Eric Butorac Jean-Julien Rojer         | 3–6, 4–6                    |
| Vítěz     | 3.  | srpen 2011    | Kitzbühel                    | ATP 250    | antuka    | Daniele Bracciali      | Franco Ferreiro André Sá               | 7–6(7–1), 4–6, [11–9]       |
| Vítěz     | 3.  | srpen 2011    | Kitzbühel, Rakousko          | ATP 250    | antuka    | Daniele Bracciali      | Franco Ferreiro André Sá               | 7–6(7–1), 4–6, [11–9]       |
| Vítěz     | 4.  | červenec 2012 | Newport, Spojené státy       | ATP 250    | tráva     | Scott Lipsky           | Colin Fleming Ross Hutchins            | 7–6(7–3), 6–3               |
| Vítěz     | 5.  | srpen 2012    | Winston-Salem, Spojené státy | ATP 250    | tvrdý     | Scott Lipsky           | Pablo Andújar Leonardo Mayer           | 6–3, 4–6, [10–2]            |
| Vítěz     | 6.  | květen 2013   | Oeiras, Portugalsko          | ATP 250    | antuka    | Scott Lipsky           | Ajsám Kúreší Jean-Julien Rojer         | 6–3, 4–6, [10–7]            |
| Vítěz     | 7.  | červen 2013   | Halle, Německo               | ATP 250    | tráva     | Scott Lipsky           | Daniele Bracciali Jonatan Erlich       | 6–2, 7–6(7–3)               |
| Vítěz     | 8.  | květen 2014   | Oeiras, Portugalsko (2)      | ATP 250    | antuka    | Scott Lipsky           | Pablo Cuevas David Marrero             | 6–3, 3–6, [10–8]            |
| Vítěz     | 9.  | květen 2014   | Düsseldorf, Německo          | ATP 250    | antuka    | Scott Lipsky           | Martin Emmrich Christopher Kas         | 7–5, 4–6, [10–3]            |
| Finalista | 3.  | červen 2014   | Rosmalen, Nizozemsko         | ATP 250    | tráva     | Scott Lipsky           | Jean-Julien Rojer Horia Tecău          | 3–6, 6–7(3–7)               |
| Vítěz     | 10. | únor 2015     | Memphis, Spojené státy       | ATP 250    | tvrdý (h) | Mariusz Fyrstenberg    | Artem Sitak Donald Young               | 5–7, 7–6(7–1), [10–8]       |
| Finalista | 4.  | únor 2015     | Acapulco, Mexiko             | ATP 500    | tvrdý     | Mariusz Fyrstenberg    | Ivan Dodig Marcelo Melo                | 6–7(2–7), 7–5, [3–10]       |
| Finalista | 5.  | červenec 2015 | Umag, Chorvatsko             | ATP 250    | antuka    | Mariusz Fyrstenberg    | Máximo González André Sá               | 6–4, 3–6, [5–10]            |
| Vítěz     | 11. | únor 2016     | Memphis, Spojené státy (2)   | ATP 250    | tvrdý (h) | Mariusz Fyrstenberg    | Steve Johnson Sam Querrey              | 6–4, 6–4                    |
| Finalista | 6.  | duben 2016    | Houston, Spojené státy       | ATP 250    | antuka    | Víctor Estrella Burgos | Bob Bryan Mike Bryan                   | 6–4, 3–6, [8–10]            |
| Finalista | 7.  | únor 2017     | Buenos Aires, Argentina      | ATP 250    | antuka    | David Marrero          | Juan Sebastián Cabal Robert Farah      | 1–6, 4–6                    |
| Finalista | 8.  | červen 2017   | French Open, Paříž, Francie  | Grand Slam | antuka    | Donald Young           | Ryan Harrison Michael Venus            | 6–7(5–7), 7–6(7–4), 3–6     |
| Finalista | 9.  | říjen 2017    | Antverpy, Belgie             | ATP 250    | tvrdý (h) | Julio Peralta          | Scott Lipsky Divij Šaran               | 4–6, 6–2, [5–10]            |
| Vítěz     | 12. | červen 2018   | Antalya, Turecko             | ATP 250    | tráva     | Marcelo Demoliner      | Sander Arends Matwé Middelkoop         | 7–5, 6–76–8, [10–8]         |
| Finalista | 10. | říjen 2018    | Antverpy, Belgie             | ATP 250    | tvrdý (h) | Marcelo Demoliner      | Nicolas Mahut Édouard Roger-Vasselin   | 4–6, 5–7                    |
| Finalista | 11. | únor 2019     | New York, Spojené státy      | ATP 250    | tvrdý (h) | Ajsám Kúreší           | Kevin Krawietz Andreas Mies            | 4–6, 5–7                    |
| Vítěz     | 13. | duben 2019    | Houston, Spojené státy       | ATP 250    | antuka    | Ajsám Kúreší           | Ken Skupski Neal Skupski               | 3–6, 6–4, [10–6]            |
| Finalista | 12. | leden 2020    | Dauhá, Katar                 | ATP 250    | tvrdý     | Luke Bambridge         | Rohan Bopanna Wesley Koolhof           | 6–3, 2–6, [6–10]            |
| Vítěz     | 14. | červen 2021   | Stuttgart, Německo           | ATP 250    | tráva     | Marcelo Demoliner      | Ariel Behar Gonzalo Escobar            | 4–6, 6–3, [10–8]            |
| Vítěz     | 15. | září 2021     | Nur-Sultan, Kazachstán       | ATP 250    | tvrdý (h) | Andrés Molteni         | Jonatan Erlich Andrej Vasilevskij      | 6–1, 6–2                    |
| Vítěz     | 16. | listopad 2021 | Stockholm, Švédsko           | ATP 250    | tvrdý (h) | Andrés Molteni         | Ajsám Kúreší Jean-Julien Rojer         | 6–2, 6–2                    |
| Vítěz     | 17. | únor 2022     | Córdoba, Argentina           | ATP 250    | antuka    | Andrés Molteni         | Andrej Martin Tristan-Samuel Weissborn | 7–5, 6–3                    |
| Vítěz     | 18. | únor 2022     | Buenos Aires, Argentina      | ATP 250    | antuka    | Andrés Molteni         | Fabio Fognini Horacio Zeballos         | 6–1, 6–1                    |
| Finalista | 13. | březen 2022   | Indian Wells, Spojené státy  | ATP 1000   | tvrdý     | Édouard Roger-Vasselin | John Isner Jack Sock                   | 6–7(4–7), 3–6               |
| Finalista | 14. | říjen 2022    | Tel Aviv, Izrael             | ATP 250    | tvrdý (h) | Andrés Molteni         | Rohan Bopanna Matwé Middelkoop         | 2–6, 4–6                    |
| Finalista | 15. | říjen 2022    | Vídeň, Rakousko              | ATP 500    | tvrdý (h) | Andrés Molteni         | Alexander Erler Lucas Miedler          | 3–6, 6–7(1–7)               |
| Vítěz     | 19. | únor 2023     | Marseille, Francie           | ATP 250    | tvrdý (h) | Édouard Roger-Vasselin | Nicolas Mahut Fabrice Martin           | 4–6, 7–6(7–4), [10–7]       |
| Vítěz     | 20. | březen 2023   | Miami, Spojené státy         | ATP 1000   | tvrdý     | Édouard Roger-Vasselin | Nicolas Mahut Austin Krajicek          | 7–6(7–4), 7–5               |
| Vítěz     | 21. | srpen 2023    | Los Cabos, Mexiko            | ATP 250    | tvrdý     | Édouard Roger-Vasselin | Andrew Harris Dominik Koepfer          | 6–4, 7–5                    |
| Vítěz     | 22. | říjen 2023    | Basilej, Švýcarsko           | ATP 500    | tvrdý (h) | Édouard Roger-Vasselin | Hugo Nys Jan Zieliński                 | 6–7(8–10), 7–6(7–3), [10–1] |
| Vítěz     | 23. | listopad 2023 | Paříž, Francie               | ATP 1000   | tvrdý (h) | Édouard Roger-Vasselin | Rohan Bopanna Matthew Ebden            | 6–2, 5–7, [10–7]            |
| Finalista | 16. | únor 2024     | Delray Beach, Spojené státy  | ATP 250    | tvrdý     | Neal Skupski           | Julian Cash Robert Galloway            | 7–5, 5–7, [2–10]            |
| Finalista | 17. | březen 2024   | Acapulco, Mexiko             | ATP 500    | tvrdý     | Neal Skupski           | Hugo Nys Jan Zieliński                 | 3–6, 2–6                    |
| Finalista | 18. | duben 2025    | Houston, Spojené státy       | ATP 250    | antuka    | Federico Agustín Gómez | Fernando Romboli John-Patrick Smith    | 1–6, 4–6                    |
| Vítěz     | 24. | červen 2025   | Stuttgart, Německo           | ATP 250    | tráva     | Austin Krajicek        | Alex Michelsen Rajeev Ram              | 6–4, 6–4                    |
| Vítěz     | 25. | červen 2025   | Mallorca, Španělsko          | ATP 250    | tráva     | Austin Krajicek        | Juki Bhambri Robert Galloway           | 6–1, 1–6, [15–13]           |